# Thyasira obsoleta
Thyasira obsoleta är en musselart som först beskrevs av Addison Emery Verrill och Katharine Jeanette Bush 1898.  Thyasira obsoleta ingår i släktet Thyasira och familjen Thyasiridae. Arten är reproducerande i Sverige. Inga underarter finns listade i Catalogue of Life.